# Slivínko
Slivínko je malá vesnice v okrese Mladá Boleslav, je součástí obce Dolní Slivno. Nachází se 1,3 kilometru jihozápadně od Dolního Slivna.

## Historie
První písemná zmínka o vesnici pochází z roku 1223.